# Landgericht Euerdorf
Das Landgericht Euerdorf war ein von 1804 bis 1879 bestehendes bayerisches Landgericht älterer Ordnung mit Sitz in Euerdorf im heutigen Landkreis Bad Kissingen. Die Landgerichte waren im Königreich Bayern Gerichts- und Verwaltungsbehörden, die 1862 in administrativer Hinsicht von den Bezirksämtern und 1879 in juristischer Hinsicht von den Amtsgerichten abgelöst wurden.

## Geschichte
Im Jahr 1804 wurde im Verlauf der Verwaltungsneugliederung Bayerns das Landgericht Euerdorf errichtet. 1806 bis 1814 war es dann ein Landgericht im Großherzogtum Würzburg. Dieses kam im Jahr 1817 zum neu gegründeten Untermainkreis, dem Vorläufer des späteren Regierungsbezirks Unterfranken. Es bestand bei Gründung aus den Orten des ehemaligen würzburgischen Amtes Trimberg (Aura an der Saale, Trimberg, Euerdorf, Elfershausen, Westheim, Langendorf, Fuchsstadt, Machtilshausen, Engenthal, Sulzthal, Wasserlosen, Ramsthal, Wirmsthal, Wittershausen und Oberthulba) und Greßthal (vorher Amt Arnstein).
Mit Inkrafttreten des Gerichtsverfassungsgesetzes am 1. Oktober 1879 errichtete man das Amtsgericht Euerdorf, dessen Sprengel sich aus den Gemeinden Aura an der Saale, Elfershausen, Engenthal, Euerdorf, Greßthal, Machtilshausen, Oberthulba, Ramsthal, Sulzthal, Trimberg, Wasserlosen, Wirmsthal und Wittershausen des bisherigen Landgerichtsbezirks Euerdorf zusammensetzte.